# 平成教育予備校
『平成教育予備校』（へいせいきょういくよびこう）は、2005年1月16日から2006年9月10日までフジテレビ系列で毎週日曜日19:28 - 19:58（JST）に放送されていた教育クイズバラエティ番組。正式な番組名は、2005年放送分は『平成教育2005予備校』、2006年放送分は『平成教育2006予備校』である。

## 番組概要
1991年より開始され、現在期首特番として放送されている『平成教育委員会』の派生番組として放送開始。なお、『平成教育シリーズ』のレギュラー放送としては8年ぶりとなった。
2005年10月16日放送分からは番組内容をリニューアルし、本校（平成教育委員会）への出場権を争う予選会として行われた。
2006年9月10日放送分をもって予備校としての放送は終了。同日のエンディングにてユースケから番組が打ち切られるかのようなフェイント演出を交えて、10月15日から放送枠を1時間に拡大した上で『熱血!平成教育学院』としてリニューアルされることが発表された。
出題ナレーションは『平成教育委員会』に引き続き、平野文。

## 基本放送時間
- 毎週日曜日19:28～19:58（フジテレビ系全国26局ネット・日本時間

ただし、テレビ大分は金曜10:25放送

## 出演者

### 司会
- 先生 - ユースケ・サンタマリア

高島は立ち振る舞いがいい加減だと言う。
- 助手 - 高島彩

### 生徒（常連出演者のみ）
磯野貴理子
2005年4月から出演。ユースケのお目付け役として予備校にも登場。員会の永久シード権保持者（成績に関係なく、本家に出演できる）。
浅草キッド（水道橋博士・玉袋筋太郎）
交互に出演。
スピードワゴン（井戸田潤・小沢一敬）
交互に出演。
劇団ひとり
平山あや
久保田磨希・石井正則（当時・アリtoキリギリス）
交互に出演。
篠原ともえ
2005年10月23日から出演。
宇治原史規（ロザン）
2006年5月から出演。

### 中退（降板）
笹岡隆甫
エリック
木村綾子
森田彩華
新垣結衣
吉田たかよし
堀江貴文
番組最初期にレギュラー出演するも2ヶ月で中退（降板）となった。

### ナレーション
平野文- 勉強小僧（モデルは逸見政孝）の声も担当。

## 内容
番組システムのほとんどは『平成教育委員会』と同じだが、この番組独自のものも含まれる。
生徒は全部で12人で、毎週、全教科の授業で成績を競う。ユースケの裁量によって、全員不正解の場合は書き直しになる場合がある。正誤判定もたけしとは違い、やや甘めになっている。が、過去に明らかに漢字を間違えて、正解だったのが不正解になった生徒がいる。
『平成教育委員会スペシャル』（以下『平成教育委員会SP』と略）のトライアルとして位置付けられていた。初期の頃は出場基準が曖昧だったが、2005年秋に偏差値が導入されてから成績上位の生徒だけが出場するようになった。ただし磯野のみ、あくまで委員会からお目付け役で予備校に来ているという設定での出演条件のため、事実上、委員会の永久シード権を得ていた。
本家『平成教育委員会』と同様、生徒の名前は君付けで呼んでいる。芸名に敬称が付いていても「君」を重ねて付ける（例：玉ちゃん君、クロちゃん君、サンプラザ中野くん君など）他、サンプラザ中野、劇団ひとり、木野花、ガンビーノ小林、阿部知代は何故かフルネームで呼ばれている。なお、この君呼びについては三宅正治は「高島に君付で呼ばれたく無い」と不快感を示しクレームが付き、三宅は1回限りの出演で以後出演していない。
番組開始当初は番組枠が30分でSB（ステーションブレイク）なしですぐに『ジャンクSPORTS』を放送していたが、2005年4月24日放送からは番組枠が28分25秒となり、SBの後、『ジャンクSPORTS』を放送している。
2005年4月29日 - 5月8日までお台場・フジテレビ社屋など「お台場学園・文化祭」の中でお台場・フジテレビ社屋22階フォーラムで「お台場平成教育予備校」としてパビリオンも開設された。

### 2005年1月 - 4月
番組開始当初であるこの頃は授業形式を採り、1回の放送につき1教科の集中授業だった。正解数の多い生徒が優秀生徒となる。オープニングクイズとして、基礎知識（学力）を問う「基礎学力ドリル」が3問出題されていた。
最優秀生徒には「たけしおとし」という「だるま落とし」のように7分割された人形が授与され、7つ集めると海外留学旅行を獲得するというシステムだった（平成教育委員会レギュラー時代にもあったシステム）。しかし、7段目に関してはズバ抜けた成績を取らない限り獲得できなかった（過去に木村綾子がリーチの状態でトップになったにもかかわらず、同じトップだった森本レオに単独正解があったために見送られたケースがある）。また場合によってはトップ成績がタイながら、ゲスト生徒を優先して優秀賞（たけしおとし）獲得となるケースもある。
視聴者プレゼントとしては携帯電話を使って解答を送ることができる問題が毎回1問あり、正解者の中から毎回1名にユースケの使っている「平成教育特製指し棒」が贈られていた。またそれとは別に番組の最後には宿題が出題され、正解者の中から1名に出演者のサイン入りゴールデンたけし人形が贈られた（なお、答えは翌週の放送で発表されるのだが、放送差し替えなどの時に不便だった為、すぐに廃止された）。宿題には算数の問題が多く出題された。

### 2005年4月 - 10月
2005年4月24日の放送から複数教科の問題で成績を競う方式となった。2005年6月5日放送分から「基礎学力ドリル」に代わり、「オープニング1分テスト」がスタート。ある問題を制限時間1分以内で正解できるか競う。早く正解を出すと、他の生徒にプレッシャーを与えることができる。ただし解答権は1回だけとなっている。9月18日放送分でこのテストは終了した。
「たけしおとし」のシステムや携帯電話での視聴者参加クイズは2005年9月18日まで継続されたものの、結局「たけしおとし」を7つ集めた生徒は現れず、海外留学旅行は視聴者プレゼントとして提供された。
2005年5月8日の『平成教育委員会SP』では、笹岡隆甫、劇団ひとり、平山あや 、磯野貴理子の4名が、8月28日の『平成教育委員会SP』では、劇団ひとり、平山、矢口真里が予備校生代表として登場した。

### 2005年10月 - 2006年4月
2005年10月16日放送分からは『平成教育委員会スペシャル』への出場権をかけた予選会となり、正解数（得点）による成績発表から平均偏差値による成績発表へ変更となり、「たけしおとし」システムは廃止となった。具体的には各問題に偏差値（日能研監修）を設定し、全問終了時の平均偏差値を発表する。これを数週間繰り返し、平均偏差値の総合上位の生徒が委員会に出席できる権利が与えられる。
これに伴う新しいクイズとして後述のコーナーが行われていたが、後にオープニングクイズの「5問連続勝ち残りテスト」以外は、少しずつ廃止されていき、通常の科目問題となっていった。「5問連続勝ち残りテスト」では唯一、小沢一敬だけが全問正解した。
この頃から、1時間特番が開始され、2006年1月にタイトルが「平成教育2006予備校」を機にハイビジョン制作に切り替わった。同時に『平成教育委員会』のスペシャルも同年1月3日からハイビジョン制作に切り替わった。
2005年11月3日の『平成教育委員会SP』では、磯野貴理子、酒井敏也、井戸田潤が、2006年1月3日の『平成教育委員会SP』では、磯野貴理子、矢口真里、水道橋博士、ゴルゴ松本が、5月7日の『平成教育委員会SP』では、磯野貴理子、小沢一敬、ホリが予備校生代表として登場した。

#### この頃のコーナー
科目問題
主に中学入学試験で実際に出題されたユニークな問題を出題する。「平成教育シリーズ」で出題される標準的な問題である。
5問連続勝ち残りテスト
オープニングコーナーとして登場
難易度がだんだん高くなる問題を5問出題するが、1問でも間違えると失格になる。全問正解すると「平成教育オリジナルグッズ」が贈呈される。
身体で答えましょう
ジェスチャーで語源に関する問題に答える。1問につき4人ずつが解答し、3問出題される。
勉強小僧の○×自由研究
勉強小僧がニュースで話題になっている場所を社会科見学し、○×クイズを出題する。
アンサーズ12
あるテーマに関する問題が番号が振られた状態で12個用意されており、そこから1人1問ずつえらんで解答する。
選んだ番号によって問題の難易度が違うので、運にも左右されるコーナー。
いくつ答えられるかな？
答えが複数ある問題を出題し、間違えた人は失格、最後まで残った人の勝ちとなる。

### 2006年5月～9月
2006年5月21日放送分から漢字検定を取り扱ったコーナーが2つ開始された
まず、オープニングに「200万人の漢字検定・班別対抗 漢字能力検定テスト」が行われ、3人1チームで4チームの団体戦で競う。日本漢字能力検定の3級、準2級・2級、準1級・1級の3段階から漢字の読み問題が7問（6月4日から10問）ずつ出題され、早押しで解答する。不正解の場合は、その問題の解答権を失う。合計正解数が多かったチームには「平成教育オリジナルグッズ」が贈呈される。また、全問題正解したチームには、パーフェクト賞として100万円が贈呈される（とユースケは言っていた）。なお、この成績は個人成績にも反映される。
全問終了時の平均偏差値を発表するルールは変わらないが、トップになった生徒は海外留学を賭けた漢字検定1級の書き問題「海外留学チャレンジ」に挑戦する。

## 開始早々の放送休止
開始早々、2005年2月13日放送分は「編成上の理由」として休止された。視聴率が10%前後と今一つ振わないためにテコ入れが建前だが、詳細は出演者である堀江が社長を務めるライブドアがニッポン放送の株を35%以上を取得して同社の筆頭株主となり、ニッポン放送が筆頭株主のフジテレビに業務提携を試みるもののフジテレビ側はこれを拒否した。
これによりフジテレビ側は堀江を番組から降板させる措置を取り、堀江が出演していた収録済みの物に関しては、全てお蔵入りとなった。

## 主題歌
- ウィルソン・ピケット『ダンス天国』

## スタッフ
- 構成：原すすむ、川崎良、下尾雅美、恒川省三、塚田ゆみ
- 音楽：大島ミチル
- 技術プロデューサー：高瀬義美（ニユーテレス）
- 美術プロデューサー：丸山覚（アックス）
- 美術デザイン：金子俊彦（アックス）
- メイク：アーツ
- スタイリスト：佐藤ミサキ
- ＣＧ：宮門裕（Lefty's）
- 編集：長南敏直（ビームテレビセンター）
- ＭＡ：澤田朋子（ビームテレビセンター）
- 音響効果：橅木正志（スカイウォーカー）
- ＴＫ：三田真奈美
- ＡＰ：小竹実千代（イースト）
- ディレクター：立川英弘・安藤正俊（共にイースト）
- 演出：上川伸廣・上西浩之・栖川一郎（以上イースト）
- プロデューサー：角井英之（イースト）
- 協力：日能研
- 技術協力：ニユーテレス、FLT、ビームテレビセンター、スカイウォーカー、東京チューブ、エイケイ
- 美術協力：アックス
- 収録スタジオ：砧スタジオ
- 企画協力：オフィス北野
- 制作：フジテレビ、イースト

## 書籍
本番組の書籍が扶桑社・フジテレビ出版から発売されている。
- ISBN 9784594050825

| フジテレビ系 日曜日19:28 - 19:58枠                                                          | フジテレビ系 日曜日19:28 - 19:58枠                                | フジテレビ系 日曜日19:28 - 19:58枠 |
| 前番組                                                                                      | 番組名                                                            | 次番組                             |
| ------------------------------------------------------------------------------------------- | ----------------------------------------------------------------- | ---------------------------------- |
| こちら葛飾区 亀有公園前派出所 ※19:00 - 19:30ONE PIECE ※19:30 - 19:58 【30分繰り上げて継続】 | 平成教育2005予備校 ↓ 平成教育2006予備校 （2005年1月 - 2006年9月） | 熱血!平成教育学院 ※19:00 - 19:58   |